# دمیترو کولودین
دمیترو کولودین (اوکراینی: Дмитро Вікторович Колодін؛ زادهٔ ۱۲ آوریل ۱۹۷۸) بازیکن فوتبال اهل اتحاد جماهیر شوروی سوسیالیستی است.
از باشگاه‌هایی که در آن بازی کرده‌است می‌توان به باشگاه فوتبال کریفباس کریفیی ریه، باشگاه فوتبال تورپیدو زاپروژیا، باشگاه فوتبال قزل‌قوم زرافشان، باشگاه فوتبال متالورگ زاپروژیا، باشگاه فوتبال داچیا کیشیناو، باشگاه فوتبال سموراگون، باشگاه فوتبال ویتبسک، و باشگاه فوتبال دینامو مینسک اشاره کرد.